# Марлемон
Марлемо́н (фр. Marlemont) — коммуна во Франции, находится в регионе Шампань — Арденны. Департамент — Арденны. Входит в состав кантона Рюминьи. Округ коммуны — Шарлевиль-Мезьер.
Код INSEE коммуны — 08277.
Коммуна расположена приблизительно в 180 км к северо-востоку от Парижа, в 90 км севернее Шалон-ан-Шампани, в 25 км к западу от Шарлевиль-Мезьера.

## Население
Население коммуны на 2008 год составляло 143 человека.
| 1962 | 1968 | 1975 | 1982 | 1990 | 1999 | 2008 |
| ---- | ---- | ---- | ---- | ---- | ---- | ---- |
| 149  | 168  | 156  | 142  | 112  | 110  | 143  |

## Экономика
В 2007 году среди 80 человек в трудоспособном возрасте (15—64 лет) 52 были экономически активными, 28 — неактивными (показатель активности — 65,0 %, в 1999 году было 60,0 %). Из 52 активных работали 46 человек (30 мужчин и 16 женщин), безработных было 6 (1 мужчина и 5 женщин). Среди 28 неактивных 6 человек были учениками или студентами, 6 — пенсионерами, 16 были неактивными по другим причинам.

## Фотогалерея

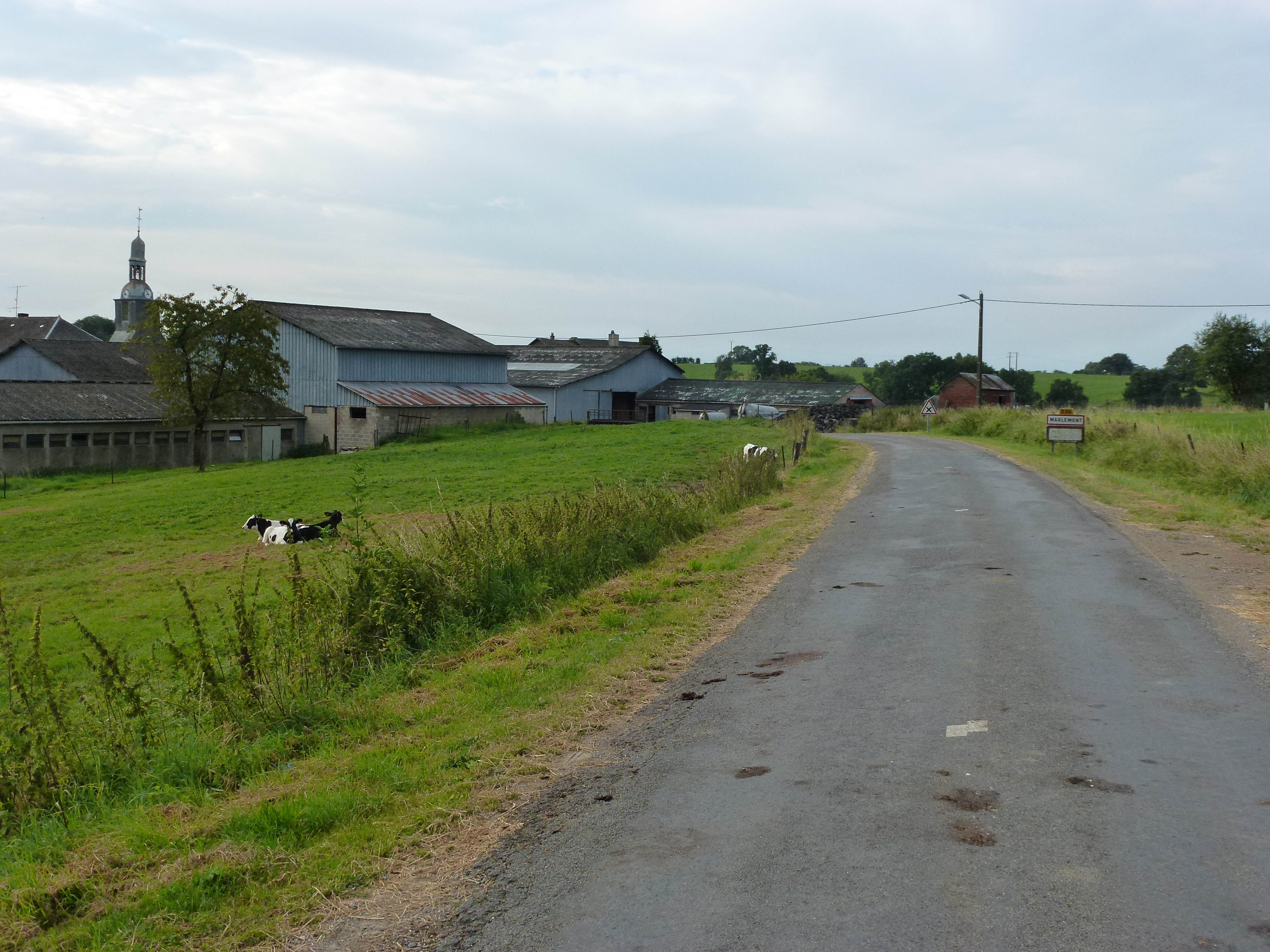
Въезд в Марлемон
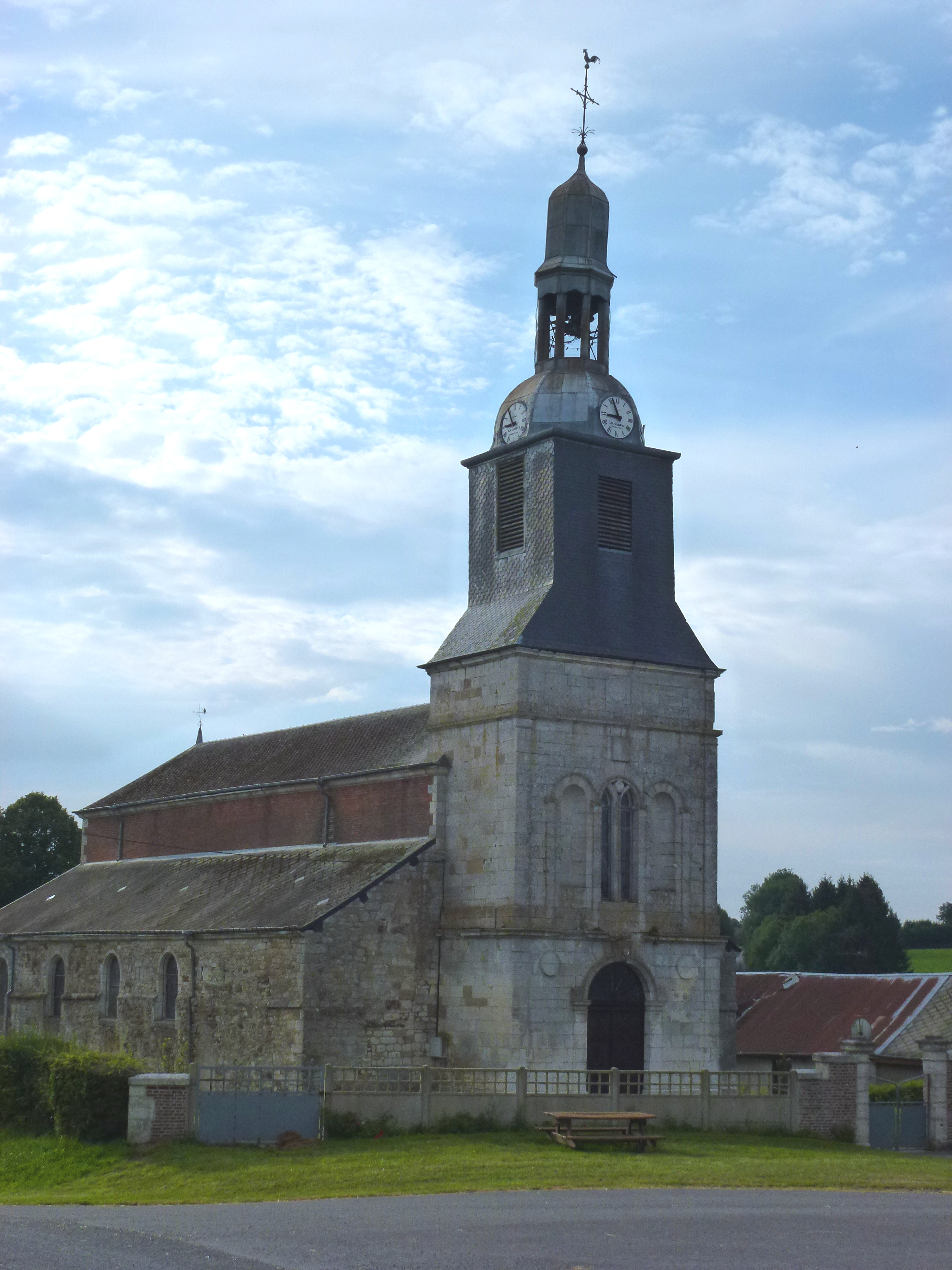
Церковь
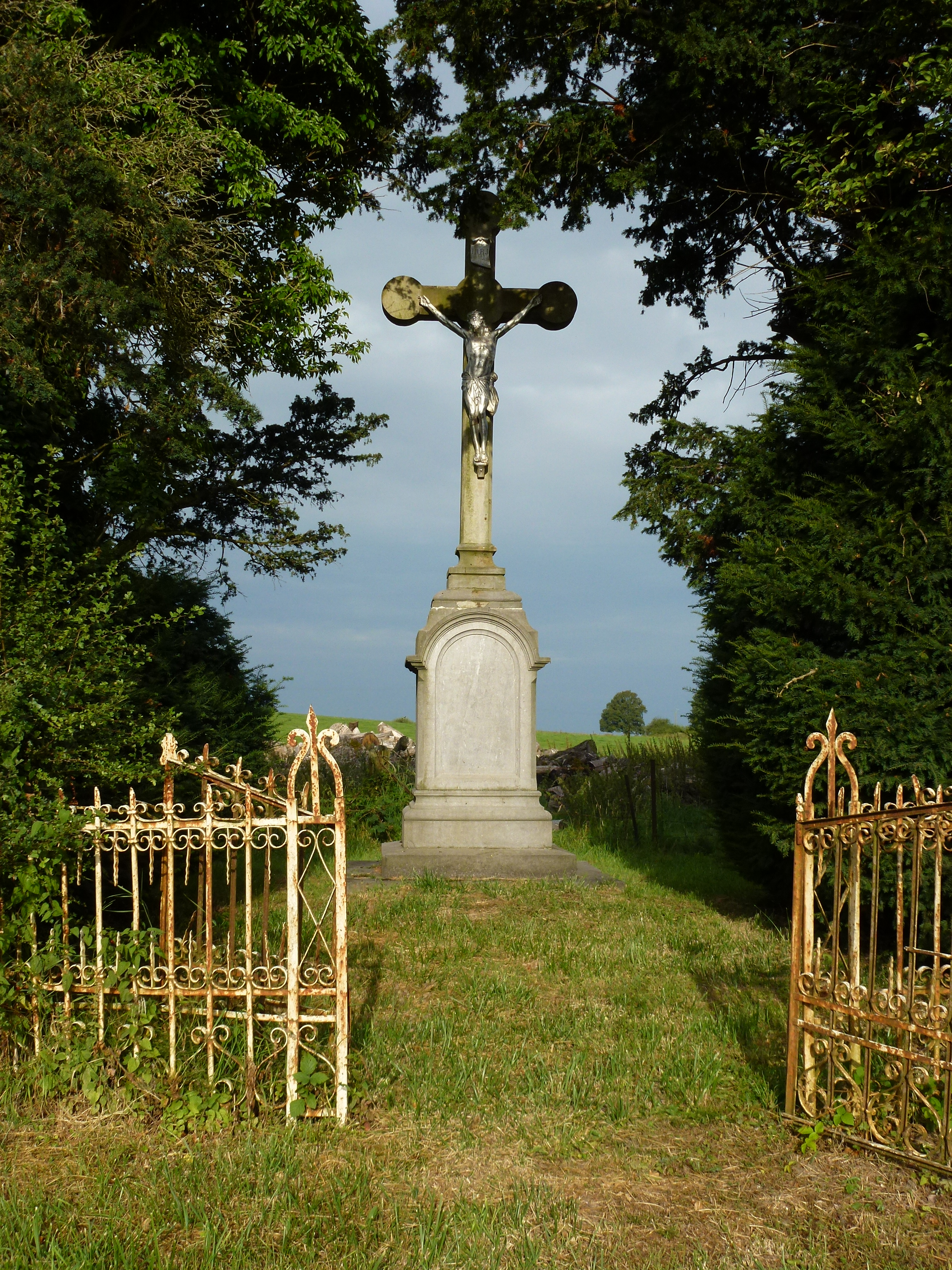
Придорожный крест
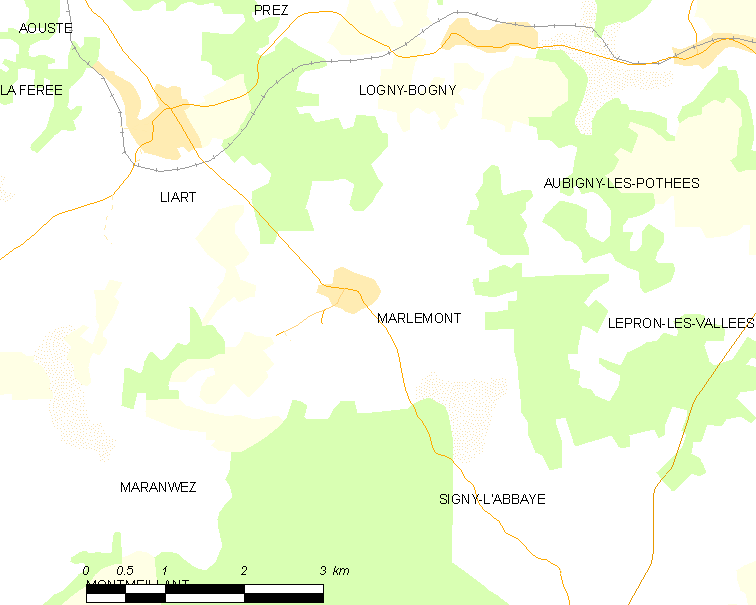
Карта коммуны